# チヌーク・ジャーゴン
チヌーク・ジャーゴン（英: Chinook Jargon）はピジン言語（混成語）である。アメリカのコロンビア川流域の先住民族インディアンの言語でペヌーティ語族に属するチヌーク語と、英語、フランス語との混成語・チヌーク＝ジャーゴンは、太平洋岸北西部で通商用語として用いられた。

## 言語名別称
- チヌーク混成語
- Chinook Wawa
- Chinook Jargon
- Chinook Pidgin